# Онилова, Нина Андреевна
Ни́на Андре́евна Они́лова (10 апреля 1921, село Новониколаевка, Тираспольский уезд, Одесская губерния — 8 марта 1942, Севастополь) — Герой Советского Союза, командир пулемётного расчёта 54-го стрелкового полка 25-й Чапаевской дивизии Приморской армии Крымского фронта.
Бойцы прозвали Нину Онилову именем одной из героинь фильма «Чапаев» — Анкой-пулемётчицей.

## Биография
Родилась в семье крестьянина. Рано осталась сиротой и была воспитана в детском доме города Одессы, там же получила среднее образование.
После окончания школы работала на Одесской трикотажной фабрике швеёй.
В августе 1941 года вступила в ряды Красной Армии, сразу попала на фронт.
В 1941 году в боях под Одессой вместе со своим расчётом нанесла противнику значительные потери, была тяжело ранена, но после лечения вернулась в свою дивизию. За оборону Одессы пулемётчица Онилова была награждена орденом Красного Знамени.
В 1942 году участвовала в обороне Севастополя, в ходе которой 27 февраля уничтожила две пулемётные точки противника, а 1 марта в одиночку отбивала атаки врага.

Настоящей Анке-пулемётчице из Чапаевской дивизии, которую я видела в кинокартине «Чапаев». Я незнакома вам, товарищ, и вы меня извините за это письмо. Но с самого начала войны я хотела написать вам и познакомиться. Я знаю, что вы не та Анка, не настоящая чапаевская пулемётчица. Но вы играли, как настоящая, и я вам всегда завидовала. Я мечтала стать пулемётчицей и так же храбро сражаться. Когда случилась война, я была уже готова, сдала на «отлично» пулемётное дело. Я попала — какое это было счастье для меня! — в Чапаевскую дивизию, ту самую, настоящую. Я со своим пулемётом защищала Одессу, а теперь защищаю Севастополь. С виду я, конечно, очень слабая, маленькая, худая. Но я вам скажу правду: у меня ни разу не дрогнула рука. Первое время я ещё боялась. А потом все прошло… Когда защищаешь дорогую, родную землю и свою семью (у меня нет родной семьи, и поэтому весь народ — моя семья), тогда делаешься очень храброй и не понимаешь, что такое трусость. Я Вам хочу подробно написать о своей жизни и о том, как вместе с чапаевцами борюсь против фашистских…— Письмо Н.А. Ониловой, написанное в конце февраля — начале марта 1942 года исполнительнице роли Анки-пулемётчицы в кинокартине «Чапаев» актрисе В. Мясниковой.

Отважная пулемётчица 25 Чапаевской дивизии Нина Онилова (которую ещё и звали Анка-пулемётчица по фильму о Чапаеве) так сказала о Севастополе: "Севастополь — это характер русского советского человека, это стиль его души.

…

Будучи раненой, когда был разбит её ДОТ, она продолжала вести огонь, пока не была вторично ранена. В госпитале, куда её успели отнести, её навестил командующий Приморской армией генерал Петров. На прощанье он сказал: «Спасибо, дочка. От всей армии спасибо. Тебя знает весь Севастополь, узнает вся страна». Нине посмертно было присвоено звание Героя Советского Союза.— Воспоминания защитника Севастополя Булыгина Б.П.

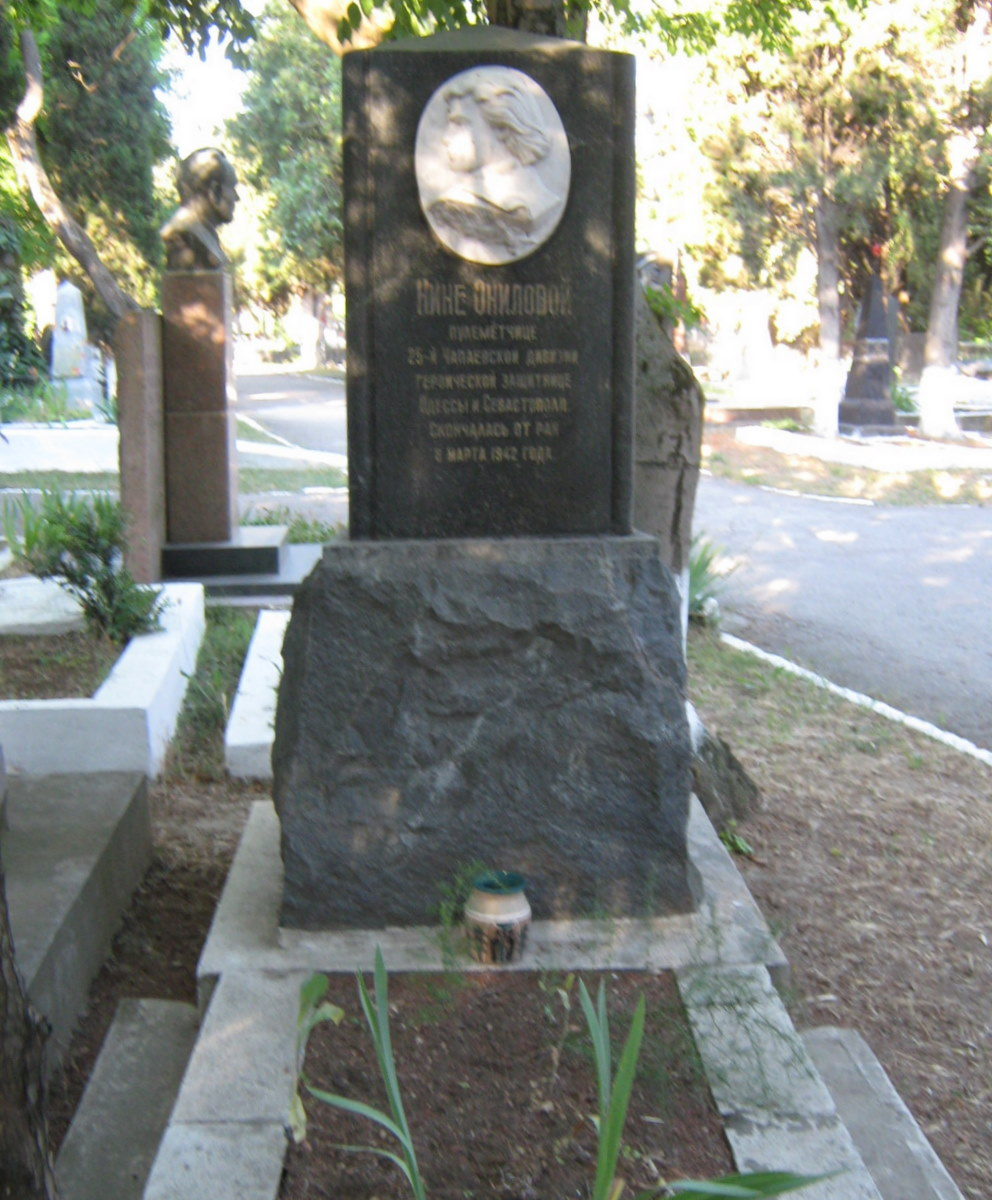
Могила Нины Ониловой на Кладбище коммунаров

В этих боях получила тяжёлое ранение и умерла в ночь на 8 марта 1942 года. Похоронена на кладбище Коммунаров в Севастополе.
Указом Президиума Верховного Совета СССР от 14 мая 1965 года старшему сержанту Ониловой Нине Андреевне было посмертно присвоено звание Героя Советского Союза.

## Награды

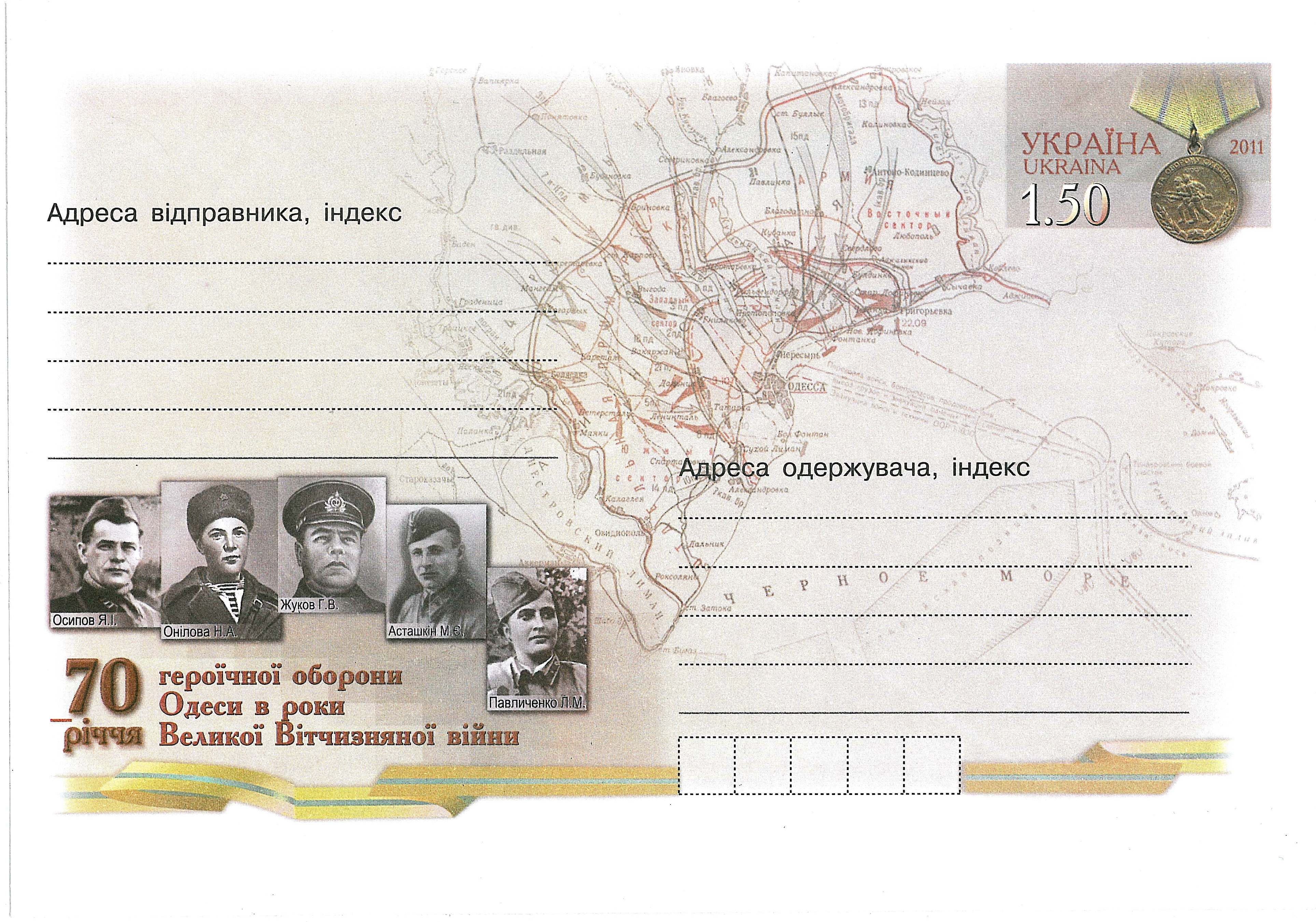
Карта обороны Одессы, медаль «За оборону Одессы» и герои: Осипов Я. И., Онилова Н. А., Жуков Г. В., Асташкин М. Е., Павличенко Л. М.; 2011 г. Конверт. Почта Украины

- Золотая Звезда Героя Советского Союза;
- орден Ленина;
- орден Красного Знамени.

## Память
- Имя Ониловой высечено на плите Мемориала героическим защитникам Севастополя в 1941—1942 годах.
- В Одессе на доме по улице Большой Арнаутской (Чкалова), где она жила, установлена мемориальная доска. А на улице Александра Невского, возле швейного училища, установлен памятник.
- Именем Н. А. Ониловой названы швейная фабрика в Севастополе, улица в Севастополе, переулок в Одессе.
- Именем Н.Ониловой назван РТМС СПОРП «АТЛАНТИКА» г. Севастополь

## В искусстве
В художественном фильме «Море в огне», снятом в 1970 году на киностудии «Мосфильм» режиссёром Л. Н. Сааковым, роль старшего сержанта Н. Ониловой исполняет актриса Наталья Рычагова.